# Mapillary
Mapillary es un servicio de street view por crowdsourcing. La compañía fue fundada en 2013 en Malmö, Suecia, a cargo de Jan Erik Solem y Johan Gyllenspetz y comprada por Meta en 2020.

## Historia
El proyecto se inició en septiembre de 2013. En noviembre del mismo año se lanzó una versión para iPhone y en enero de 2014 para Android para la edición de mapas.
La aplicación fue finalista en un concurso de startups 33-listan organizado en Lund.
El 29 de abril de 2014, Mapillary cambió de la licencia CC-BY-NC a CC-BY-SA, siendo compatible con sitios web libres.
Mapillary recibió $1.5 million como fondo capital de un grupo de inversores, liderado por Sequoia Capital en enero de 2015.
La Cruz Roja Americana empleó el registro de Mapillary para diagnosticar a la ciudad de emergente de Canaan (Haití) en el 2015.
En junio de 2020 Facebook compró Mapillary por una cantidad no especificada.

## Características
Mapillary ofrece varias modalidades de captura de fotos, vía caminata, movilidad (a bicicleta o a motor) y fija y formar un street view. Para los puntos de recorrido se emplea el archivo GPX que puede ser compartido públicamente. Desde septiembre de 2014, se dio soporte a panoramas y fotografía esférica.
Al mes de mayo de 2014, Mapillary albergó 0.5 millones de fotografías. En diciembre de 2014, Mapillary superó las 5.5 millones de imágenes en su base de datos.
Para febrero de 2015, las imágenes de Mapillary fueron implementadas en el editor cartográfico de Mapbox así como plugin del editor JOSM.